# Dipleurosoma typicum
Dipleurosoma typicum är en nässeldjursart som beskrevs av Boeck 1866. Dipleurosoma typicum ingår i släktet Dipleurosoma och familjen Dipleurosomatidae. Arten är reproducerande i Sverige. Inga underarter finns listade i Catalogue of Life.